# Reprezentacja Albanii w koszykówce kobiet
Reprezentacja Albanii w koszykówce kobiet - drużyna, która reprezentuje Albanię w koszykówce kobiet. Za jej funkcjonowanie odpowiedzialny jest Albański Związek Koszykówki.